# Кулешов, Михаил Васильевич
Михаил Васильевич Кулешов (род. 7 января 1981, Пермь) — российский хоккеист, нападающий.

## Биография
Сын Василия Кулешова, в 1970-х — 1980-х годах игравшего в первой лиге за пермский «Молот».
В чемпионате России дебютировал в сезоне 1997/98 в составе омского «Авангарда». Следующие два сезона провёл в череповецкой «Северстали». После начала сезона 2000/01 перешёл в петербургский СКА, затем стал выступать за клуб AHL «Херши Беарс» — фарм-клуб команды НХЛ «Колорадо Эвеланш», которая выбрала Кулешова на драфте 1999 года под общим 25-м номером. В НХЛ провёл только три игры в феврале 2004 года. Перед сезоном 2004/05 вернулся в СКА, затем перешёл в «Молот-Прикамье». Завершил карьеру в сезоне 2005/06 в клубе чемпионата Белоруссии «Юность» Минск.
Участник первого чемпионата мира среди юниорских команд 1999 года.
Окончил Череповецкий государственный университет.